# Jos Léonard
Jos Léonard (Anvers, 1892 - Ixelles, 1957) est un dessinateur, graphiste et artiste abstrait belge.

## Biographie
Léonard fait ses études primaires à Sint-Norbertuscollege, où il se lie d'amitié avec Paul van Ostaijen. Il étudie par la suite à l'Académie des Beaux-Arts d'Anvers, avec Paul Joostens. Il ne termine cependant pas son cursus, à cause d'une maladie. 
Léonard appartient à la première génération d'artistes abstraits en Belgique. À partir de 1912, il s'illustre dans divers styles, il explore notamment le futurisme, le cubisme, mais également l'abstraction géométrique stricte du Stijl (aussi appelée la plastique pure en Belgique ou zuivere beelding en néerlandais).  
En dehors de Van Ostaijen, il fréquente Jozef Peeters, les frères Oscar et Floris Jespers, et d'autres artistes anversois modernistes. En 1918, il devient membre du cercle Art Moderne dont il est l'un des fondateurs avec Jozef Peeters et participe à la première exposition collective de ce groupe en 1919. Il propose ses premières œuvres abstraites vers 1920. Sa proximité avec Jozef Peeters l’amènera à collaborer à la revue Het Overzicht et à exposer dans l’Exposition internationale du Deuxième Congrès d’Art Moderne à Anvers en 1920.  
Après avoir été tenant de la plastique pure, Léonard se tourne vers le graphisme en 1925 et travaille comme designer d'intérieur, mais aussi concepteur de livres et d'affiches publicitaires. Il travaille pour divers éditeurs, mais il semble avoir surtout travaillé pour des éditeurs familiaux flamands, comme les éditions brugeoises Excelsior d'Achiel Geerardyn ou les éditions Wiek op et Zeemeeuw de Martha Vande Walle,.

## Collaborations

### La revueJeugd (Jeunesse)
Léonard est le cofondateur de la revue Jeugd: Maandschrift voor Kunst en Leven (Jeunesse: revue mensuelle sur l'Art et la Vie). Paul Van Ostaijen devient un collaborateur actif du mensuel, preuve de la collaboration étroite des deux hommes dès leur plus jeune âge. Cette revue fait cependant long feu, il n'en sortira qu'une circulaire.

### De Bond Zonder Gezegeld Papier (La ligue sans papier affranchi)
Jos Léonard était membre de la ligue De Bond Zonder gezegeld papier. Il s'agissait d'un groupe d'artistes réunis autour de Paul Van Ostaijen, Paul Joostens, Oscar Jespers et Floris Jespers, et ce, dès 1917. Ils désirent créer une revue, ce qui se concrétisera plus tard par le projet du magazine Novy.   

### La revueNovy
Jos Léonard crée un magazine féminin aux côtés de Floris Jespers, Oscar Jespers, Paul Joostens, à partir du 15 octobre 1920. Si Van Ostaijen et les frères Jespers sont sceptiques face à cette entreprise, Jos Léonard et Paul Joostens ont véritablement porté ce projet, comme l'attestent diverses lettres de recherche de mécénat notamment. Cette revue, très peu connue, est intéressante en ce qu'elle est créée par des artistes flamands de renommée, et qu'il s'agit d'une revue publicitaire pour dame qui agit comme une véritable vitrine des idées avant-gardiste des artistes. Ils s'étaient fixés comme objectif d'embellir la vie publique au moyen de toutes sortes d'arts appliqués. Ces artistes désiraient par là rejoindre un mouvement international d'avant-garde, qui s'efforçait de créer un cadre de vie plus beau en Europe Occidentale, après la débâcle de la première guerre mondiale. La même année, des revues modernistes plus connues telles que Het Overzicht, ça ira paraissent également à Anvers et un pendant bruxellois apparaîtra dès 1922 sous le nom de 7 arts. Il est à noter que Novy est créé juste après le premier Congrès pour l'Art Moderne, organisé en octobre 1920 par Jozef Peeters, Huib Hoste et le frère de Jos Léonard, Edward Léonard, il est donc plus que probable que cet événement ait influencé ce projet de revue.   
Le travail de Léonard dans Novy a pu prendre des tournures préraphaélites, ce que des artistes modernistes comme Huib Hoste lui ont plus tard reproché. Un écart considérable se creuse alors entre son travail personnel qui évolue de plus en plus vers l'abstraction et son travail en design graphique, qui se pare d'une esthétique révolue pour de nombreux artistes d'avant-garde. Lorsqu'il décide finalement de se tourner vers une carrière de graphiste, nombre de ses amis artistes considèrent cet acte comme une désertion.   
Ce magazine de publicité pour dame qui agit comme véritable vitrine pour l'esthétique des artistes n'est pas sans rappeler le travail de René Magritte d'abord pour la maison de couture Norine que le peintre réalise entre 1924 et 1926, et puis son travail réalisé avec Paul Nougé pour le Catalogue Samuel en 1927, un catalogue de fourrure pour dame, qui est également une vitrine du surréalisme bruxellois. Jos Léonard a d'ailleurs également travaillé pour la maison de couture Samuel, en 1929. Il semblerait donc que certains artistes de l'époque aient profité de projets commerciaux pour diffuser leurs idées artistiques et se soient mutuellement influencés. Il est également à noter que René Magritte était proche des cercles d'avant-garde avant de se tourner vers le surréalisme, et qu'il a probablement rencontré Jos Léonard en 1922 lors du second Congrès pour l'Art Moderne organisé par Jozef Peeters à Anvers, où les deux artistes exposent.

## Postérité
Après les Musées royaux des Beaux-Arts de Belgique, c'est au tour du Musée royal des Beaux-Arts d'Anvers de revaloriser l'œuvre de Jos Léonard, en acquérant plusieurs de ses tableaux dans les années 1980. 
Il y eut notamment une exposition en 1987, qui fit voir tant ses dessins de souvenirs de guerre, ses inventions inspirées de la musique d'Arnold Schönberg, ses croquis réalistes de femmes folkloriques, ses figures humaines presque abstraites, qui ne sont pas sans rappeler le travail d'Alexander Archipenko, mais aussi ses scènes de nuit futuristes et ses paysages citadins. On pouvait y découvrir, de manière extrêmement opposée Mijn smart (1912) un dessin anticlérical qui évoquait une comparaison avec les symbolistes, et d'un autre côté les dessins publicitaires de l'artiste, en style art déco pour les biscuits De Beukelaer (1926) et pour le magasin bruxellois d'ameublement Vanderborgt. 
En plus des œuvres de Léonard acquises par le Musée royal a des Beaux-Arts d'Anvers en 1987, le Musée Plantin-Moretus d'Anvers en 1973 a reçu un don de 2 700 dessins et gravures de Léonard en 1973. Le Musée d'Art Abstrait ouvert à Jette (Bruxelles) en novembre 2019 détient également 36 œuvres de Jos Léonard (dessins, lithographies, peintures),.

## Expositions
- Jos Léonard. Graphiste, 21 février- 15 mars, Cabinets des estampes de la ville d'Anvers, 1942.
- Jos Léonard (1892-1957), dessins et graphisme, 2 avril - 16 mai, Cabinet des estampes de la ville d'Anvers, 1981.
- Jozef Peeters et ses contemporains, Dessins et œuvres graphiques de Jozef Peeters, Jan Cockx, Jos Léonard, Karel Maes en Edmond van Dooren, Musées Royaux des Beaux-Arts de Belgique, 16 février - 2 mars 1986[11].
- Jos Léonard (1892-1957). Les années modernes, 22 février 1991 - 14 avril 1991, Musée Royal des Beaux-Arts d'Anvers, 1991.
- Les dessins de Jos Léonard et la sculpture sur bois de Lajos Vajda, 2 octobre 2009 - 17 janvier 2010, Musée Royal des Beaux-Arts d'Anvers.
- Pierre-Louis Flouquet, Lajos Kassak et Jos Léonard: L'architecture des images dans l'entre-deux-guerres. 16 juin- 4 novembre 2018, Mu.ZEE, Ostende[12].

## Littérature
- Katrien Van Haute, Jos Léonard en de ontstaansgeschiedenis van het grafisch ontwerp in België (1918-1936), Louvain, 2009.
- Katrien Van Haute, « Jos Léonard : un idéaliste pragmatique », dans: Adriaan Gonnissen (red.), Pierre-Louis Flouquet, Lajos Kassak et Jos Léonard : L'architecture des images dans l'entre-deux-guerres, Mu.ZEE, Ostende, 2018.